# Stal podeutektoidalna
Stal podeutektoidalna – stal zawierająca poniżej 0,77% węgla. Podczas powolnego chłodzenia ze stanu ciekłego początkowo powstają kryształki ferrytu wysokotemperaturowego α(δ). Ich wielkość i liczba rośnie, aż do osiągnięcia temperatury 1495°C, kiedy z pozostałej cieczy i ferrytu zaczyna powstawać austenit (chyba że stal jest ferrytyczna, czyli zawiera mniej, niż 0,09% węgla, wtedy nie następuje ten etap). Ferryt zaczyna pojawiać się ponownie w temperaturze 727-912°C, zależnie od stężenia węgla (im wyższe, tym później zaczyna się przemiana). Poniżej temperatury 727°C strukturę stali stanowią ziarna cementytu trzeciorzędowego w osnowie ferrytu i perlitu. Wraz ze wzrostem zawartości węgla, udział ferrytu maleje, a perlitu wzrasta. Wzrasta także twardość stali, a obniża się jej ciągliwość.
Przy odpowiedniej ilości dodatków stopowych struktura podeutektoidalna może zostać zachowana przy wyższym stężeniu węgla.